# Есмехан Султан
Есмехан-султан (нар. 1545 — 7 серпня 1585) — османська принцеса. Донька Селіма II і Нурбану-султан, сестра Мурада III.

## Біографія
Есмехан-султан народилася в 1545 році в Манісі, де майбутній султан Селім II в той час був санджак-беєм.
Есмехан, як і її мати, дбала про інтереси правлячої династії, тому в протистоянні Нурбану і наложниці Мурада III, Сафіє-султан, вона зайняла сторону матері. Конфлікт полягав в тому, що аж до сходження на престол брата Есмехан і довгі роки після цього Сафіє залишалася його єдиною наложницею, а до 1581 року в живих залишався тільки один їхній син — Шехзаде Мехмед. У 1583 році Нурбану звинуватила Сафіє в чаклунстві, який не дозволяв Мураду взяти нову наложницю. Незабаром після цього Есмехан-султан подарувала братові двох красивих рабинь, яких він прийняв і зробив своїми наложницями. Протягом наступних кількох років брат Есмехан став батьком двадцяти синів і двадцяти семи доньок.

### Перший шлюб
Всі щасливці, які входили в родину Османів шляхом одруження з дочками султанів, в обов'язковому порядку залишали своїх наложниць і розлучалися з дружинами. Це була стандартна процедура, яку найчастіше ніде в хроніках не фіксували. Наявність же попередніх дружин зазначалося тільки в разі потреби, наприклад, в зв'язку з наявним від них дітьми.
1 серпня 1562 року в Стамбулі була влаштована потрійне весілля: Сулейман I видав внучок заміж за своїх візирів. Есмехан була видана за другого візира Соколлу Мехмеда-пашу, який був старший за Есмехан приблизно на сорок років.
Мехмед-паша Соколович перед одруженням на Есмехан-султан відіслав двох своїх дружин. Після весілля молодята переїхали у власний палац в Стамбулі, подарований їм султаном на весілля. Ймовірно, це був той самий палац, який був побудований або перебудований на замовлення Есмехан-султан знаменитим архітектором Сінаном і став першим зі зведених ним палаців (всього ж тільки для Соколлу Мехмед-паші Сінан побудував п'ять палаців). Був розташований палац Есмехан-султан (також відомий під назвою «палац Кадирга» — за назвою довколишнього затоки) поблизу мечеті Соколлу Мехмед-паші.
У шлюбі з Соколлу Есмехан народила трьох дітей:
- Ібрагім-паша или ІбрагІм-хан (1565—1622) — засновник роду Ібрагімханзаделер (Ібрагім хан-заделер). Нащадки Ібрагіма-паші були багаті і могутні; в 1703 році вони розглядалися як можливі претенденти на престол під час повстання проти султана Мустафи II
- Хасан-паша (пом. 20 квітня 1602) — бейлербей Діярбакира, Ерзурум, Белграда, Румелії. Загинув, будучи сердаром в Токаті. Залишив нащадків.
- Дочка — була одружена з візиром Джафером-пашею (1523 — 21.01.1587), сини-близнюки від цього шлюбу померли в дитинстві. Крім того, Сюрейя вказує ще одного зятя: племінника Соколлу, Мустафу-пашу, колишнього губернатором Буди.

У 1565 році Соколлу став великим візиром. У 1579 році Есмехан овдовіла і незабаром знову вийшла заміж.

### Другий шлюб
Спочатку стати чоловіком Есмехан було запропоновано Оздеміроглу Осману-паші, але незадовго до цього він одружився з внучатою племінницею шамхала Тарковського і відмовився розлучатися.
Другим чоловіком Есмехан став Калайликоз Алі-паша.
7 липня 1582 року почалися тривалі свята з приводу публічного обряду сюннет (обрізання) над сином султана Мурада III, Шехзаде Мехмед. Багато високопоставлених чиновників отримали виклик на святкування, в тому числі і санджакбей Буди Калайликоз Алі-паша. За словами Пічовий, він прекрасно володів зброєю, красиво і ефектно виглядав в сідлі. Сам був гарний. Він прибув до Стамбула 26 червня. В який момент він був помічений тридцятисемирічною вдовою Есмехан, історики не пишуть, проте відомо, що під час святкувань, які тривали 50 днів, Алі-паша був викликаний до султана і йому було запропоновано залишити дружину і дітей і одружитися з сестрою султана. Алі-паша, за словами Пічовий, був амбітний, і погодився. Повернувшись в Буду, він розлучився з дружиною. 9 жовтня 1583 султан призначив його бейлербеем Румелії, до цього моменту він уже не жив в Буді, губернатором Буди став Юсуф-паша. Шлюб був укладений 16 жовтня 1584 года, а через тиждень після укладення шлюбу, 24 жовтня, Калайликоз Алі-паша був призначений візиром. Дружина Калайликоза Алі-паші не хотіла розлучатися, її стогони тривали багато днів, про це знала вся Буда, «від її ридань гори і каміння в місті зсувалися». Вона прокляла і Алі-пашу, і Есмехан-султан, і швидку смерть обох (Есмехан померла в серпні 1585, Алі — в 1587 році) чутки приписували дії цього прокляття.
Есмехан-султан померла в 1585 році під час пологів; її син Махмуд прожив трохи більше місяця (5 серпня — 24 вересень 1585). Есмехан була похована в мавзолеї батька при мечеті Ая-Софія. Її другий чоловік похований в Буді.
Також вважалося, що її другим чоловіком став нішанджія Фірідун-паша, однак відомо, що нішанджія Фірідун-бей був одружений з Айше Хюмашах-султан, іншою внучкою Сулеймана I. «Ісламська енциклопедія» обережно згадує обидві версії: «Ймовірно, 6 квітня 1562 одружився з Айше-султан вдовою Ахмеда-паші і дочкою Міхрімах-султан і Рустема-паші … З чуток був одружений з вдовою Соколлу — Есмехан-султан».

## Особистість
Есмехан характеризують так: «Есма Хан була розумною і освіченою, мала тонкий стан, але була некрасивою і ревнивою жінкою».

## В культурі
Серіал «Величне століття» роль дорослої Есмехан виконала Ілгаз Фират.